# Frederick Moloney
Graham Frederick "Fred" Moloney (nacido el 4 de agosto de 1882 en Ottawa, Canadá y murió el 24 de diciembre de 1941 en Chicago) es una atleta estadounidense especialista en carreras de velocidad. Su club era los Chicago Maroons.

## Biografía
Obtuvo la medalla de bronce en los Juegos Olímpicos de París 1900, en la especialidad de 100 metros con vallas. Alcanzado por Alvin Kraenzlein y John McLean, ambos estadounidenses y además obtuvieron medalla de oro y medalla de plata, respectivamente.